# Császári és Királyi 16. gróf Alexander von Üxküll-Gyllenband Huszárezred
Az 16. gróf Alexander von Üxküll-Gyllenband Huszárezred (hivatalos német nevén: K.u.K. Husaren-Regiment Graf Alexander von Üxküll-Gyllenband Nr. 16.) az Osztrák–Magyar Monarchia Császári és Királyi Hadseregének (kaiserlich und königliche Armee) egyik huszárezredeként lett felállítva. Az 1867-es kiegyezést követően az ún. Közös Hadsereg alakulata volt az Osztrák–Magyar Monarchia 1918-as felbomlásáig. 1891-tól új ezredtulajdonosa lett, gróf Alexander von Üxküll-Gyllenband személyében.
1915-ben az összes ezred nevét megszüntették. Ezután az alakulat Császári és Királyi 16. Huszárezred néven szerepelt. Ezt a gyakorlatban nem tudták kivitelezni, mivel a háború miatt bevezetett költségcsökkentés nem tette lehetővé új nyomtatványok és pecsétek készítését. Másfelől senki sem tartotta be ezt az utasítást, és továbbra is korábbi nevén hívták az ezredet.

## Története
- Az ezredet 1798. április 25-én alapították meg a bajorországi Engfurt városa melletti táborban a Coburg Dragonyos Ezred 4. osztályából, a Latour Chevauxlegers (svalizsér) Ezred (a későbbi 14. Dragonyos Ezred) egységeiből, francia emigráns alakulatokból, Saxe huszár osztályából, illetve a Bercsényi Huszárezred egy osztályából. Megnevezése pedig 13. Könnyű Dragonyos Ezred lett, de mindenki csak úgy hivatkozott rá, hogy 2. új felállítású Dragonyos Ezred.
- 1802-ben átalakították 6. Chevauxlegers (svalizsér) Ezreddé. Megkapta a felszámolásra ítélt 6. Coburg Dragonyos Ezred ezredesi osztályát
- 1851-ben újra átalakították 10. Ulánus Ezreddé.
- 1860-ban a 4. osztályát átadta az akkor felállításra került Önkéntes Ulánus Ezrednek, a későbbi 13. Ulánus Ezrednek.
- 1873-ban az ezredet utoljára alakították át huszárezreddé. Hadrendi száma a 16. lett. S magyarországi legénységgel töltötték fel.

### Kiegészítő körletek
Az ezredet a következő területekről egészítették ki:
- 1798-1830-ig Csehország
- 1830-tól  Galícia
- 1853–1857 Kolomija
- 1857–1860 Stanislau
- 1860–1873 Bukovina

Huszárezredként:
- 1873–75 Nagyvárad, Debrecen, Munkács
- 1875–83 Szolnok, Nagyvárad, Debrecen
- 1883–89 Arad, Nagyvárad, Debrecen,
- 1889-től a VII. Hadtest kerülete (Temesvár)

## Békehelyőrségek
| I. | II. | III. |
| --- | --- | --- |
| - 1798 Engfurt (Bajorországban) - 1801 Brandeis - 1802 Klattau, majd Laufen - 1803–1805 Klattau - 1806 Brandeis - 1810 Klattau, majd Himberg - 1811 Inzersdorf - 1812–13 Kecskemét - 1814 Gyöngyös - 1815 Bécs - 1816 Gródek | - 1839 Bécs - 1841 Nagytapolcsány - 1844 Gyöngyös - 1845 Nagyvárad - 1848 Bécs - 1849 Pozsony - 1850 Szentgyörgy, majd Nagytapolcsány, és Přelouč - 1851 Kőszeg - 1852 Érsekújvár - 1854 Bonchida, majd Nadwórna | - 1855 Erzsébetváros und Medgyes - 1857 Nagyvárad - 1859 Cegléd, majd Sárospatak - 1861 Nyíregyháza - 1863 Beszterce - 1864–66 Brassó - 1866 Szabadka - 1872 Nagykároly - 1872 Debrecen - 1882 Czernowitz - 1888 Rzeszów - 1893 Budapest - 1914 Törzs Marburg, 1., 2., 3. század: Graz – 4., 5. 6. század Radkersburg – Tartalék század: Debrecen |

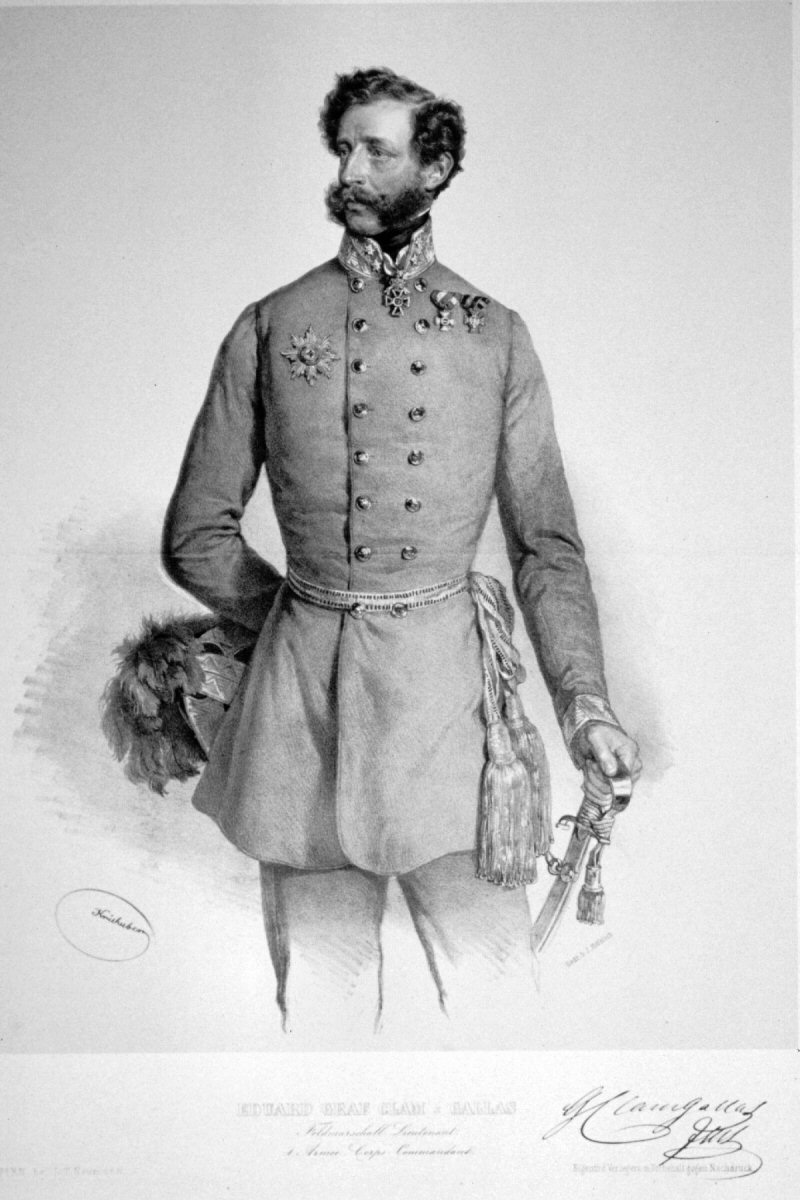
gróf Eduard Clam-Gallas altábornagy

## Ezred tulajdonos
- 1798–1801 betöltetlen
- 1801 herceg Franz Fürst Rosenberg-Orsini vezérőrnagy
- 1832 Simon Chevalier Fitzgerald altábornagy
- 1845 Ladislaus Graf von Würben und Freudenthal altábornagy
- 1850 Eduard Clam-Gallas altábornagy
- 1891 gróf Alexander von Uexküll-Gyllenband altábornagy

## Hadműveletek
Koalíciós háborúk
- 1799 harcok a Felső-Rajna vidékén: Az ezred részegységei részt vettek a Leimennál és Gamshorstnál lévő harcokban. Majd következtek a csaták Offenburgnál, Renchennél és Neckaraunál, Löchgaunál és Wieslochnál.
- 1800-ban részt vett az illeri-, illetve a hohenlindeni-, és a herbrechtingeni csatában.
- 1805-ben részt vett az ulmi- és az albecki csatában
- 1809-ben a Hiller-hadtest alárendeltségébe került, ahol az ezred részt vett a pfaffenhofeni, landshuti és neumarkti csatában. Ez évben még részt vett az trauni-, asperni- és a wagrami csatában. Az ezred később vissza vonult Morvaországba.

Felszabadítási háborúk
- 1813-ban részt vett a drezdai-csatában. Az ezred osztályai részt vettek dippoldiswaldei-, naumburgi-, eckartsbergai- és hochheimi- csatában. A rossz terepviszonyok miatt Hüningennél gyalogmenetben és karddal kellett, hogy harcoljon.
- 1814-ben az ezred osztályai részt vettek a vandœuvresi-, troyesi- csatában. Súlyos veszteségeket szenvedett Bar-sur-Aube-nál. Később részt vett az arcis-sur-aube-i-, fère-champenoise-i, illetve a párizsi csatában.

Száz nap
- 1815-ben németországi járőr és biztosítási műveletekben vett részt.

1848–49-es forradalom és szabadságharc
- 1848-ban az ezred három osztályát Magyarországról Bécsbe helyezték, és részt vett a krajnai tabori-csatában. Részt vett Bécs bevételében. Az 1. őrnagyi osztályt először a Délvidékre helyezték, majd a szerbek lojalitása láttán vissza vezényelték Bécs alá. Bécsben a közrend fenntartásában vett részt.
- 1849-ben részt vett a győri csatában, illetve Bakonybélnél szét vert egy honvéd alakulatot. Később két osztálya részt vett a váci- és a nagysallói csatában. Egy harmadik osztály Kátynál ütközött meg a magyar honvéd seregekkel. A tavaszi hadjárat során a III. Hadtest részeként egészen a Tiszáig nyomult előre.

Porosz–osztrák–olasz háború
- 1866-ban részt vett az északi hadsereg kötelékében skalitzi csatában és königgrätzi csatában.

Első világháború
A huszárezred eleinte ezred kötelékben harcolt, majd hadosztály közvetlen huszárosztályként felosztva. A háború vége felé gyalogosként vetettél be az ezredet. Majd 1918-ban a felszámolták a győztes hatalmak nyomására.

## Megszüntetése
1918 őszén az Osztrák-Magyar Monarchia felbomlását követően Magyarország kikiáltotta függetlenségét. A frontokon harcoló alakulatokat haza szállították és a fegyverszüneti egyezmény értelmében felszámolták őket. Ez a sors jutott a Császári és Királyi 16. Huszárezred számára is. A hivatalos források szerint viszont a Császári és Királyi Hadügyminisztérium alá tartozott és mivel Magyarország függetlenné vált, nem hívhatta volna haza a többnyire magyar sorállománnyal rendelkező ezredet, hogy megszüntethesse. Ezt csak is a K.u.K. Hadügyminisztérium tehette volna meg. Nem tudni pontosan, hogy ez valaha meg is történt-e.

## 1914. júliusi alárendeltségi állapot

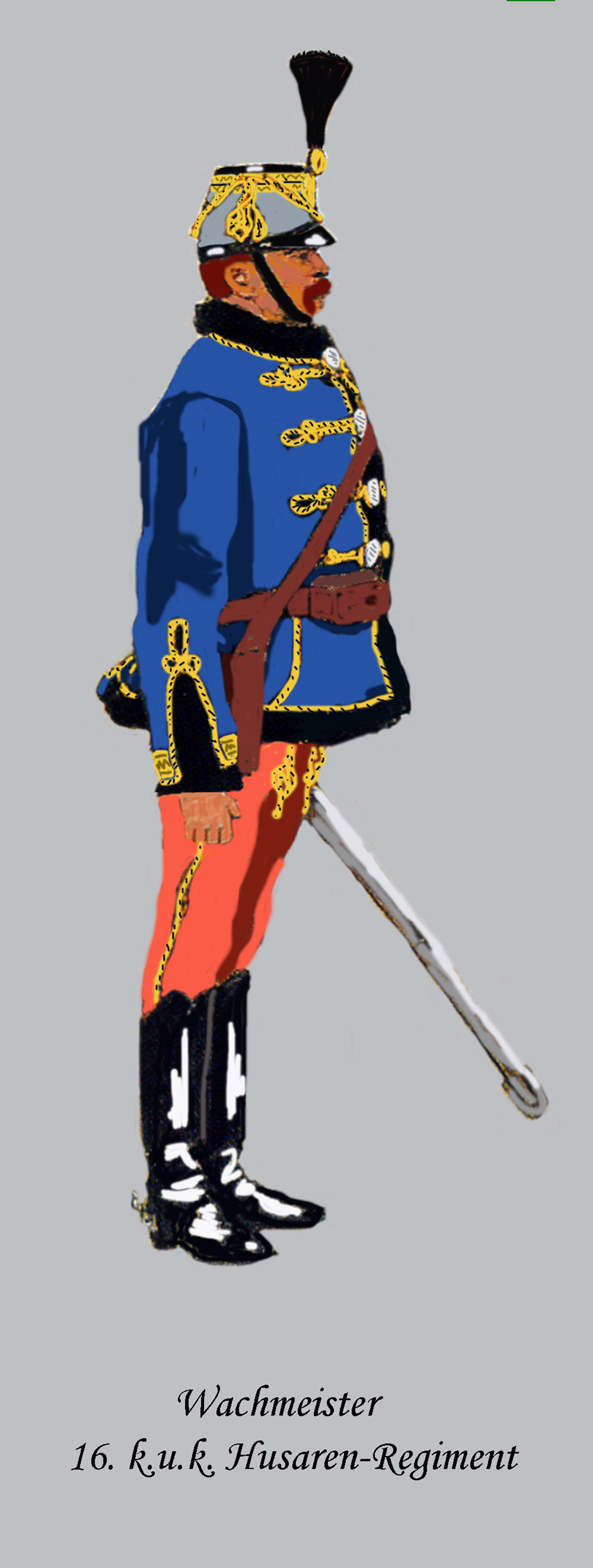
A 16. Huszárezred őrmestere téli ruházatban

VII. Hadtest – 2. Lovassági Hadosztály – 3. Lovasdandár
Nemzetiség: 94% magyar – 6% egyéb
Ezredparancsnok: Leopold Anker alezredes
Ezredvezénylő nyelv: magyar
Helyőrség: Törzs: Marburg - I. osztály Graz – II. osztály: Radkersburg
Egyenruha: világoskék atilla fehér gombokkal és hamuszürke csákó takaróval

## Szervezete
A XVIII. századi folyamatos hadseregreformok során a lovasságnál az ezredeket négy osztályra, ezen belül nyolc svadronra tagolták. Kialakítottak egy tartalék svadront is 186 fővel, elsősorban az újoncok kiképzésére. Az addigi 2 század = lovassági szervezést felváltotta az immár 2 svadron = divízió szervezés. Vagyis a lovasságnál eltüntették az addig a gyalogságtól átvett kompánia (század) megnevezést és a lovassági század svadron nevet nyert, míg az addigi kétszázadnyi harcászati egység, a svadron új megnevezése divízió (osztály) lett. Szabályozták az ezredlétszámokat, a zászlók alakját, az egyenruha formáját, de a szín ezredről ezredre változott. A fegyverzet továbbra is kard, két pár pisztoly, később rövid karabély. A vezényleti nyelv német maradt, de a nem magyar származású ezredtulajdonosok, illetve ezredparancsnokok döntő többsége – tekintettel, hogy huszárjaikkal magyarul tudjanak beszélni – megtanulták a nyelvet, ha törve is, de megértették magukat.
1860-tól az ezred 2 osztályból állt, ami továbbá három-három századból. Így került bevetésre az első világháborúban.
Az egyes osztályokat a vezetőjükről nevezték el:
- az 1. osztály volt az ezredesi-osztály
- a 2. osztály volt az alezredesi-osztály
- a 3. osztály volt az 1. őrnagyi-osztály
- a 3. osztály volt a 2. őrnagyi-osztály

1798-ig az ezredeket tulajdonosuk neve szerint hívták, akiknek ténylegesen vezetniük is kellett az alakulataikat. Minden tulajdonos váltással az ezred új nevet kapott. 1798-at követően hivatalosan csak számozással illették az alakulatokat, de bizonyos esetben, illetve beszédben az éppen aktuális ezred tulajdonos nevén nevezték.
Pont ezek miatt az állandó átnevezések kapcsán nehezen követhető az osztrák-magyar huszárezredek története.

## Fordítás
- Ez a szócikk részben vagy egészben az k.u.k. Husarenregiment „Graf Üxküll-Gyllenband“ Nr. 16 című német Wikipédia-szócikk ezen változatának fordításán alapul.  Az eredeti cikk szerkesztőit annak laptörténete sorolja fel. Ez a jelzés csupán a megfogalmazás eredetét és a szerzői jogokat jelzi, nem szolgál a cikkben szereplő információk forrásmegjelöléseként.